# 托古
托古（法語：Togou），是馬里的城鎮，位於該國的中南部，由塞古區的塞古省負責管轄，面積147平方公里，海拔高度275米，2009年人口8,987，人口密度每平方公里61人。